# Listă de filme Gaumont

Sigla companiei Gaumont

Aceasta este o listă de filme produse, distribuite și/sau lansate de studioul Gaumont:
| Cuprins |
| ------- |
|         |

## Anii 1890
- 1896 - La Fée aux choux regizat de Alice Guy
- 1897 - Baignade dans un torrent regizat de Alice Guy
- 1897 - Danse serpentine par Mme Bob Walter regizat de Alice Guy
- 1897 - Le Pêcheur dans le torrent regizat de Alice Guy
- 1898 - L'Aveugle fin de siècle regizat de Alice Guy
- 1898 - Les Cambrioleurs regizat de Alice Guy
- 1898 - Chez le magnétiseur regizat de Alice Guy
- 1898 - Scène de escamotage regizat de Alice Guy
- 1898 - Surprise de une maison au petit jour regizat de Alice Guy
- 1899 - Au cabaret regizat de Alice Guy
- 1899 - La Bonne Absinthe regizat de Alice Guy

## Anii 1900
- 1908 - Fantasmagorie regizat de Émile Cohl
- 1908 - Le Cauchemar de Fantoche regizat de Émile Cohl
- 1908 - Un drame chez les fantoches regizat de Émile Cohl
- 1909 - La Fée des grèves regizat de Louis Feuillade

## Anii 1910

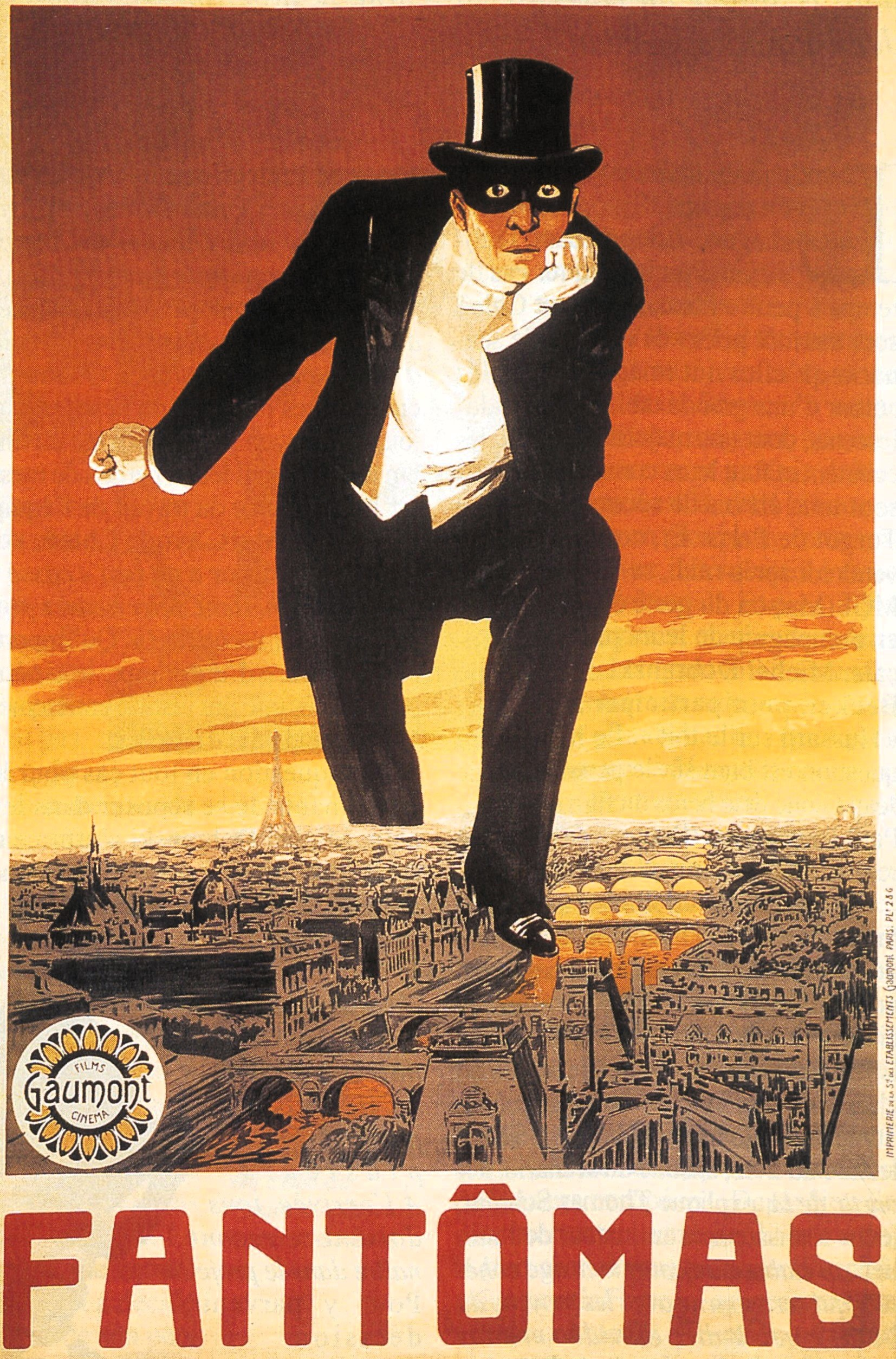
Afișul filmului Juve contre Fantômas

- 1910 - La Voix du père regizat de Louis Feuillade
- 1910 : La Police en l'an 2000
- 1911 - Le Voyage de l'oncle Jules regizat de Jean Durand
- 1911 - Les Yeux clos regizat de Louis Feuillade
- 1912 - Voisins et Voisines regizat de Louis Feuillade
- 1912 - Les Yeux qui meurent regizat de Louis Feuillade
- 1912 - Zigoto en pleine lune de miel regizat de Jean Durand
- 1912 - Zigoto et la blanchisseuse regizat de Jean Durand
- 1912 - Zigoto plombier de occasion regizat de Jean Durand
- 1912 - Zigoto promène ses amis regizat de Jean Durand
- 1913 - Juve contre Fantômas regizat de Louis Feuillade
- 1913 - La Voix qui accuse regizat de Henri Fescourt
- 1914 - Ces demoiselles Perrotin regizat de Léon Poirier
- 1914 - Les Fiancées de 1914 regizat de Louis Feuillade
- 1914 - Le Vœu de Onésime regizat de Jean Durand
- 1914 - La Voix de la patrie regizat de Léonce Perret
- 1915 - Le Nid regizat de Léon Poirier
- 1915 - Les Vampires regizat de Louis Feuillade
- 1915 - Une page de gloire regizat de Léonce Perret
- 1916 - Debout les morts ! regizat de Léonce Perret, André Heuzé și Henri Pouctal
- 1916 - L'X noir regizat de Léonce Perret
- 1917 - Le Ravin sans fond regizat de Raymond Bernard și Jacques Feyder
- 1917 - Judex regizat de Louis Feuillade
- 1918 - Le Traitement du hoquet regizat de Raymond Bernard
- 1918 - La Faute de orthographe regizat de Jacques Feyder
- 1918 - Le Gentilhomme commerçant regizat de Raymond Bernard
- 1919 - Vendémiaire regizat de Louis Feuillade
- 1919 - Rose-France regizat de Marcel L'Herbier
- 1919 - Le Bercail regizat de Marcel L'Herbier
- 1919 - Âmes de Orient regizat de Léon Poirier

## Anii 1920

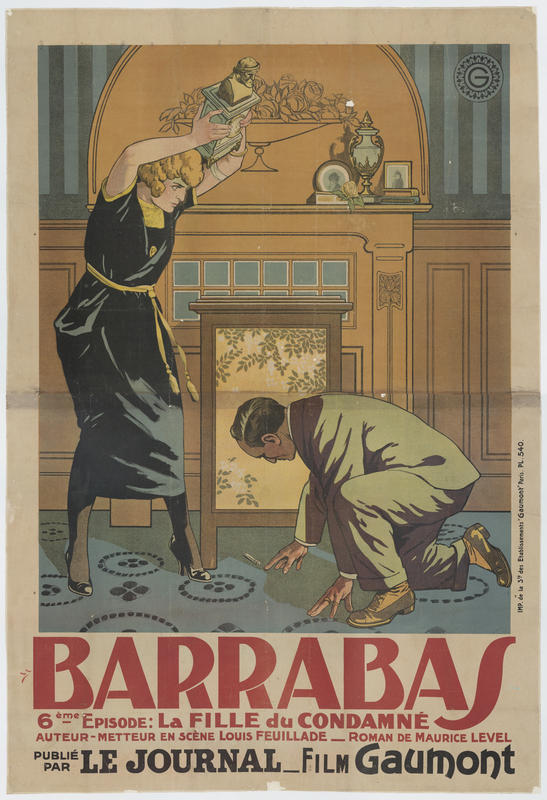
Barrabas (1920)

- 1920 - Barrabas regizat de Louis Feuillade
- 1920 - Le Carnaval des vérités regizat de Marcel L'Herbier
- 1920 - L'Homme du large regizat de Marcel L'Herbier
- 1920 - Narayana regizat de Léon Poirier
- 1920 - Le Penseur regizat de Léon Poirier
- 1921 - Le Coffret de jade regizat de Léon Poirier
- 1921 - El Dorado regizat de Marcel L'Herbier
- 1921 - L'Ombre déchirée regizat de Léon Poirier
- 1921 - Prométhée... banquier regizat de Marcel L'Herbier
- 1921 - Les Trois Lys regizat de Henri Desfontaines
- 1921 - Villa Destin regizat de Marcel L'Herbier
- 1922 - Don Juan et Faust regizat de Marcel L'Herbier
- 1922 - L'Île sans nom regizat de René Plaissetty
- 1922 - Jocelyn regizat de Léon Poirier
- 1922 - Son Altesse regizat de Henri Desfontaines
- 1923 - L'Affaire du courrier de Lyon regizat de Léon Poirier
- 1923 - Château historique regizat de Henri Desfontaines
- 1923 - L'Espionne regizat de Henri Desfontaines
- 1923 - Geneviève regizat de Léon Poirier
- 1923 - Par-dessus le mur regizat de Pierre Colombier
- 1923 - Soirée mondaine regizat de Pierre Colombier
- 1924 - La Gosseline regizat de Louis Feuillade
- 1925 - Le Roi de la pédale regizat de Maurice Champreux
- 1925 - Salammbô regizat de Pierre Marodon
- 1926 - La Croisière noire regizat de Léon Poirier
- 1926 - Le Faiseur de statuettes regizat de René Plaissetty
- 1928 - Un chapeau de paille de Italie regizat de René Clair
- 1928 - Madame Récamier regizat de Gaston Ravel
- 1928 - La Tour regizat de René Clair
- 1929 - Le Collier de la reine regizat de Gaston Ravel și Tony Lekain
- 1929 - Figaro regizat de Gaston Ravel

## Anii 1930
- 1930 - Quand nous étions deux regizat de Léonce Perret
- 1930 - Romance à l'inconnue regizat de René Barberis
- 1930 - Roumanie, terre de amour regizat de Camille regizat de Morlhon
- 1931 - La Bande à Bouboule regizat de Léon Mathot
- 1931 - Deux fois vingt ans regizat de Charles-Félix Tavano
- 1931 - Hardi les gars ! regizat de Maurice Champreux
- 1931 - Vacances regizat de Robert Boudrioz

## Anii 1940
- 1945 - Le Cavalier noir regizat de Gilles Grangier
- 1946 - Les Gueux au paradis regizat de René Le Hénaff
- 1947 - Cuibul îndrăgostiților (Antoine et Antoinette) regizat de Jacques Becker
- 1948 - Croisière pour l'inconnu regizat de Pierre Montazel

## Anii 1950
- 1950 - L'Invité du mardi regizat de Jacques Deval
- 1951 - La Poison regizat de Sacha Guitry
- 1951 - La Vie chantée regizat de Noël-Noël
- 1954 - Escalier de service regizat de Carlo Rim
- 1956 - Un condamnat la moarte a evadat (Un condamné à mort s'est échappé) regizat de Robert Bresson
- 1957 - Assassins et Voleurs regizat de Sacha Guitry
- 1957 - Les trois font la paire regizat de Sacha Guitry și Clément Duhour
- 1958 - Et ta sœur regizat de Maurice Delbez

## Anii 1960
- 1961 - La Menace regizat de Gérard Oury
- 1962 - Arsène Lupin contre Arsène Lupin regizat de Édouard Molinaro
- 1964 - Fantômas regizat de André Hunebelle
- 1965 - Fantômas în acțiune (Fantômas se déchaîne) regizat de André Hunebelle
- 1966 -  Trei copii minune (Trois enfants... dans le désordre) regizat de Léo Joannon
- 1967 - Fantômas contra Scotland Yard (Fantômas contre Scotland Yard) regizat de André Hunebelle
- 1967 - Oscar  regizat de Édouard Molinaro
- 1969 - Hibernatus regizat de Édouard Molinaro

## Anii 1970
- 1972 - Marele blond cu un pantof negru (Le Grand Blond avec une chaussure noire) regizat de Yves Robert
- 1974 - La gifle regizat de Claude Pinoteau
- 1975 - Maîtresse regizat de Barbet Schroeder
- 1976 - Dracula père et fils regizat de Édouard Molinaro
- 1976 - Here and Elsewhere (Ici et ailleurs) regizat de Anne-Marie Miéville și Jean-Luc Godard
- 1976 - Marchiza von O (La Marquise de O...) regizat de Éric Rohmer
- 1977 - Spoiled Children (Des enfants gâtés) regizat de Bertrand Tavernier
- 1977 - Gloria regizat de Claude Autant-Lara
- 1977 - Location Hunting (Repérages) regizat de Michel Soutter
- 1978 - L'Amant de poche regizat de Bernard Queysanne
- 1978 - The Savage State (L'État sauvage) regizat de Francis Girod
- 1978 - Judith Therpauve regizat de Patrice Chéreau
- 1978 - Ne pleure pas regizat de Jacques Ertaud
- 1978 - Un fluture pe umăr (Un papillon sur l'épaule) regizat de Jacques Deray
- 1978 - Perceval (Perceval le Gallois) regizat de Éric Rohmer
- 1978 - Mon premier amour regizat de Élie Chouraqui
- 1978 - Le Sucre regizat de Jacques Rouffio
- 1979 - Coup regizat de tête regizat de Jean-Jacques Annaud
- 1979 - Don Giovanni regizat de Joseph Losey
- 1979 - Een vrouw tussen hond en wolf (Femme entre chien et loup) regizat de André Delvaux
- 1979 - Messidor regizat de Alain Tanner
- 1979 - Nosferatu, fantôme regizat de la nuit regizat de Werner Herzog
- 1979 - Dimenticare Venezia (Oublier Venise) regizat de Franco Brusati
- 1979 - Le Pull-over rouge regizat de Michel Drach
- 1979 - Série noire regizat de Alain Corneau
- 1979 - Surorile Bronte (Les Sœurs Brontë) regizat de André Téchiné

## Anii 1980
- 1980 - Banchera (La banquière) regizat de Francis Girod
- 1980 - Prima dragoste (La Boum) regizat de Claude Pinoteau
- 1980 - Cetatea femeilor (La Citta delle donne) regizat de Federico Fellini
- 1980 - Umbrela lui Gregoire (Le Coup du parapluie) regizat de Gérard Oury
- 1980 - Deux lions au soleil regizat de Claude Faraldo
- 1980 - Voltati Eugenio (Eugenio) regizat de Luigi Comencini
- 1980 - La femme enfant regizat de Raphaelle Billetdoux
- 1980 - Örökség (Les Héritières) regizat de Márta Mészáros
- 1980 - Loulou regizat de Maurice Pialat
- 1980 - Le Voyage en douce regizat de Michel Deville
- 1981 - L'Amour trop fort regizat de Daniel Duval
- 1981 - Cargo regizat de Serge Dubor
- 1981 - Dama cu camelii (La Dame aux camélias) regizat de Mauro Bolognini
- 1981 - Fiica risipitoare (La Fille prodigue) regizat de Jacques Doillon
- 1981 - Eaux profondes regizat de Michel Deville
- 1981 - Il marchese del Grillo (Le Marquis s'amuse) regizat de Mario Monicelli
- 1981 - Une mère, une fille regizat de Márta Mészáros
- 1981 - Învingători și învinși (fr.: La Peau, it.: La pelle) regizat de Liliana Cavani
- 1981 - Plein sud regizat de Luc Béraud
- 1981 - Posedata (Possession) regizat de Andrzej Żuławski
- 1981 - Provinciala (La Provinciale) regizat de Claude Goretta
- 1981 - Trei frați (Trois frères) regizat de Francesco Rosi
- 1982 - Il Buon soldato regizat de Franco Brusati
- 1982 - Prima dragoste 2 (La Boum 2) regizat de Claude Pinoteau
- 1982 - Fanny și Alexander regizat de Ingmar Bergman
- 1982 - Guy de Maupassant regizat de Michel Drach
- 1982 - Identificarea unei femei (Identificazione di una donna) regizat de Michelangelo Antonioni
- 1982 - Muntele magic (La Montagne magique) regizat de Hans W. Geißendörfer
- 1982 - Noaptea de la Varennes (La Nuit de Varennes) regizat de Ettore Scola
- 1982 - Plus beau que moi, tu meurs regizat de Philippe Clair
- 1982 - Querelle regizat de Rainer Werner Fassbinder
- 1982 - Numai foc și pară (Tout feu, tout flamme) regizat de Jean-Paul Rappeneau
- 1982 - Păstrăvul (La Truite) regizat de Joseph Losey
- 1982 - Gli occhi, la bocca regizat de Marco Bellocchio
- 1983 - Pentru iubirile noastre (À nos amours) regizat de Maurice Pialat
- 1983 - Balles perdues regizat de Jean-Louis Comolli
- 1983 - Lucky Luke: Les Dalton en cavale film de animație; regizat de Morris, W. Hanna, J. Barbera și R. Patterson
- 1983 - Danton regizat de Andrzej Wajda
- 1983 - Équateur regizat de Serge Gainsbourg
- 1983 - Și corabia înaintează (E la nave va) regizat de Federico Fellini
- 1983 - Hanna K. regizat de Costa-Gavras
- 1983 - The Wounded Man (L'Homme blessé) regizat de Patrice Chéreau
- 1983 - Liberty belle regizat de Pascal Kané
- 1983 - Eine Liebe in Deutschland (Un amour en Allemagne) regizat de Andrzej Wajda
- 1983 - La Lune dans le caniveau regizat de Jean-Jacques Beineix
- 1984 - O iubire a lui Swann (Un amour de Swann) regizat de Volker Schlöndorff
- 1984 - Le Bon Roi Dagobert regizat de Dino Risi
- 1984 - Carmen regizat de Francesco Rosi
- 1984 - Quilombo regizat de Carlos Diegues
- 1984 - Souvenirs, Souvenirs regizat de Ariel Zeitoun
- 1984 - Le Succès à tout prix regizat de Jerzy Skolimowski
- 1984 - Le Tartuffe regizat de Gérard Depardieu
- 1985 - Je vous salue, Marie regizat de Jean-Luc Godard
- 1985 - Orfeo regizat de Claude Goretta
- 1985 - Péril en la demeure regizat de Michel Deville
- 1985 - Police regizat de Maurice Pialat
- 1985 - Subway regizat de Luc Besson
- 1986 - 37°2 le matin regizat de Jean-Jacques Beineix
- 1986 - Les 1001 marguerites regizat de Pierre Philippe
- 1986 - Conseil de famille regizat de Costa-Gavras
- 1986 - Je hais les acteurs regizat de Gérard Krawczyk
- 1986 - Kamikaze regizat de Didier Grousset
- 1986 - La Photo regizat de Nikos Papatakis
- 1987 - Soigne ta droite regizat de Jean-Luc Godard
- 1987 - La Vie dissolue de Gérard Floque regizat de Georges Lautner
- 1988 - Camille Claudel regizat de Bruno Nuytten
- 1988 - Le Grand Bleu regizat de Luc Besson
- 1988 - Les Possédés regizat de Andrzej Wajda
- 1989 - L'Invité surprise regizat de Georges Lautner
- 1989 - Roselyne et les Lions regizat de Jean-Jacques Beineix
- 1989 - Splendor regizat de Ettore Scola
- 1989 - Un tour de manège regizat de Pierre Pradinas
- 1989 - La Vouivre regizat de Georges Wilson

## Anii 1990
- 1990 - Le Château de ma mère regizat de Yves Robert
- 1990 - La Gloire de mon père regizat de Yves Robert
- 1990 - Nikita regizat de Luc Besson
- 1990 - Le Voyage du capitaine Fracasse regizat de Ettore Scola
- 1991 - Allemagne 90 neuf zéro regizat de Jean-Luc Godard
- 1991 - Atlantis regizat de Luc Besson
- 1991 - La Neige et le Feu regizat de Claude Pinoteau
- 1992 - 1492 : Christophe Colomb regizat de Ridley Scott
- 1992 - À quoi tu penses-tu ? regizat de Didier Kaminka
- 1992 - Le Bal des casse-pieds regizat de Yves Robert
- 1992 - Céline regizat de Jean-Claude Brisseau
- 1992 - Les Enfants du naufrageur regizat de Jérôme Foulon
- 1992 - IP5: L'île aux pachydermes regizat de Jean-Jacques Beineix
- 1992 - Les Mamies regizat de Annick Lanoë
- 1992 - Promenades de été regizat de René Féret
- 1993 - Cuisine et Dépendances regizat de Philippe Muyl
- 1993 - Fanfan regizat de Alexandre Jardin
- 1993 - Le Fils du requin regizat de Agnès Merlet
- 1993 - Sacré Robin des Bois regizat de Mel Brooks
- 1993 - La Soif de l'or regizat de Gérard Oury
- 1993 - Toxic Affair regizat de Philomène Esposito
- 1993 - Un, deux, trois, soleil regizat de Bertrand Blier
- 1993 - Les Visiteurs regizat de Jean-Marie Poiré
- 1994 - Grosse Fatigue regizat de Michel Blanc
- 1994 - Léon regizat de Luc Besson
- 1994 - Montparnasse-Pondichéry regizat de Yves Robert
- 1994 - Pourquoi maman est dans mon lit ? regizat de Patrick Malakian
- 1995 - Dracula mort et heureux regizat de l'être regizat de Mel Brooks
- 1995 - Les Truffes regizat de Bernard Nauer
- 1996 - Fantôme avec chauffeur regizat de Gérard Oury
- 1996 - Oui regizat de Alexandre Jardin
- 1996 - Pourvu que ça dure regizat de Michel Thibaud
- 1996 - Les Victimes regizat de Patrick Grandperret
- 1997 - Amour et Confusions regizat de Patrick Braoudé
- 1997 - Le Cinquième Élément regizat de Luc Besson
- 1997 - Le Déménagement regizat de Olivier Doran
- 1997 - Héroïnes regizat de Gérard Krawczyk
- 1997 - XXL regizat de Ariel Zeitoun
- 1998 - Bimboland regizat de Ariel Zeitoun
- 1998 - Les Couloirs du temps : Les Visiteurs 2 regizat de Jean-Marie Poiré
- 1998 - Le Dîner de cons regizat de Francis Veber
- 1998 - Hanuman regizat de Fred Fougea
- 1999 - La Chance de ma vie regizat de Nicolas Cuche
- 1999 - Jeanne regizat de Arc regizat de Luc Besson

## Anii 2000
- 2000 - Épouse-moi regizat de Harriet Marin
- 2000 - Les Rivières pourpres regizat de Mathieu Kassovitz
- 2000 - La Vache et le Président regizat de Philippe Muyl
- 2000 - Vatel regizat de Roland Joffé
- 2001 - J'ai faim !!! regizat de Florence Quentin
- 2001 - Le Placard regizat de Francis Veber
- 2001 - Les Visiteurs en Amérique regizat de Jean-Marie Poiré
- 2002 - Autour regizat de Lucy regizat de Jon Sherman
- 2002 - La Mentale regizat de Manuel Boursinhac
- 2002 - Le Raid regizat de Djamel Bensalah
- 2003 - Fureur regizat de Karim Dridi
- 2003 - Lovely Rita, sainte patronne des cas désespérés regizat de Stéphane Clavier
- 2003 - Mais qui a tué Pamela Rose ? regizat de Éric Lartigau
- 2003 - Ripoux 3 regizat de Claude Zidi
- 2004 - 36 quai des Orfèvres regizat de Olivier Marchal
- 2004 - Albert est méchant regizat de Hervé Palud
- 2004 - L'Enquête corse regizat de Alain Berbérian
- 2004 - Qui perd gagne ! regizat de Laurent Bénégui
- 2005 - L'Amour aux trousses regizat de Philippe regizat de Chauveron
- 2005 - L'Empire des loups regizat de Chris Nahon
- 2005 - Il était une fois dans l'Oued regizat de Djamel Bensalah
- 2005 - Je vous trouve très beau regizat de Isabelle Mergault
- 2005 - Palais royal ! regizat de Valérie Lemercier
- 2005 - Papa regizat de Maurice Barthélémy
- 2005 - Virgil regizat de Mabrouk El Mechri
- 2006 - La Doublure regizat de Francis Veber
- 2006 - La Faute à Fidel ! regizat de Julie Gavras
- 2006 - Le Lièvre regizat de Vatanen regizat de Marc Rivière
- 2006 - OSS 117 : Le Caire, nid regizat de espions regizat de Michel Hazanavicius
- 2006 - La Science des rêves regizat de Michel Gondry
- 2006 - Un ticket pour l'espace regizat de Éric Lartigau
- 2007 - Chrysalis regizat de Julien Leclercq
- 2007 - Darling regizat de Christine Carrière
- 2007 - Enfin veuve regizat de Isabelle Mergault
- 2007 - Pars vite et reviens tard regizat de Régis Wargnier
- 2007 - Regarde-moi regizat de Audrey Estrougo
- 2007 - Trois amis regizat de Michel Boujenah
- 2007 - Vent mauvais regizat de Stéphane Allagnon
- 2008 - Bouquet final regizat de Michel Delgado
- 2008 - The Broken regizat de Sean Ellis
- 2008 - Cliente regizat de Josiane Balasko
- 2008 - La Guerre des miss regizat de Patrice Leconte
- 2008 - JCVD regizat de Mabrouk El Mechri
- 2008 - Leur morale... et la nôtre regizat de Florence Quentin
- 2009 - Le Dernier Vol regizat de Karim Dridi
- 2009 - La Loi regizat de Murphy regizat de Christophe Campos
- 2009 - Nous resterons sur Terre regizat de Pierre Barougier et Olivier Bourgeois
- 2009 - OSS 117 : Rio ne répond plus regizat de Michel Hazanavicius
- 2009 - Rock The Boat regizat de Fabien Suarez și André Bessy
- 2009 - Splice regizat de Vincenzo Natali
- 2009 - Vertige regizat de Abel Ferry

## Anii 2010
- 2010 - 600 kilos de or pur regizat de Éric Besnard
- 2010 - Moș Crăciun ucenic (L'Apprenti Père Noël) regizat de Luc Vinciguerra
- 2010 - À bout portant regizat de Fred Cavayé
- 2010 - Donnant, donnant regizat de Isabelle Mergault
- 2010 - Gardiens de l'ordre regizat de Nicolas Boukhrief
- 2010 - Last Night regizat de Massy Tadjedin
- 2010 - Les Meilleurs Amis du monde regizat de Julien Rambaldi
- 2010 - La Rafle regizat de Roselyne Bosch
- 2010 - Twelve regizat de Joel Schumacher
- 2011 - Les Aventures de Philibert, capitaine puceau regizat de Sylvain Fusée
- 2011 - La Conquête regizat de Xavier Durringer
- 2011 - Le Fils à Jo regizat de Philippe Guillard
- 2011 - Un Heureux événement regizat de Rémi Bezançon
- 2011 - Intouchables regizat de Olivier Nakache și Éric Toledano
- 2011 - La Ligne droite regizat de Régis Wargnier
- 2011 - Les Lyonnais regizat de Olivier Marchal
- 2012 - Camille redouble regizat de Noémie Lvovsky
- 2012 - Comme un chef regizat de Daniel Cohen
- 2012 - Du vent dans mes mollets regizat de Carine Tardieu
- 2012 - Un jour mon père viendra regizat de Martin Valente
- 2012 - Les Kaïra regizat de Franck Gastambide
- 2012 - Mais qui a re-tué Pamela Rose ? regizat de Kad Merad și Olivier Baroux
- 2012 - Paulette regizat de Jérôme Enrico
- 2013 - L'amour est un crime parfait regizat de Arnaud et Jean-Marie Larrieu
- 2013 - L'Apprenti Père Noël et le Flocon magique regizat de Luc Vinciguerra
- 2013 - Belle et Sébastien regizat de Nicolas Vanier
- 2013 - En solitaire regizat de Christophe Offenstein
- 2013 - Aventurile lui T.S.Spivet (L'Extravagant Voyage du jeune et prodigieux T. S. Spivet) regizat de J.-P. Jeunet
- 2013 - Les Gamins regizat de Anthony Marciano
- 2013 - Les Garçons et Guillaume, à table ! regizat de Guillaume Gallienne
- 2013 - Only God Forgives regizat de Nicolas Winding Refn
- 2013 - Paranoia regizat de Robert Luketic
- 2013 - Paris à tout prix regizat de Reem Kherici
- 2013 - Perfect Mothers regizat de Anne Fontaine
- 2013 - Pop Redemption regizat de Martin Le Gall
- 2013 - Vive la France regizat de Michaël Youn
- 2014 - À toute épreuve regizat de Antoine Blossier
- 2014 - Amour sur place ou à emporter regizat de Amelle Chahbi
- 2014 - Avis de mistral regizat de Rose Bosch
- 2014 - Diplomatie regizat de Volker Schlöndorff
- 2014 - La French regizat de Cédric Jimenez
- 2014 - Gemma Bovery regizat de Anne Fontaine
- 2014 - Grace regizat de Monaco regizat de Olivier Dahan
- 2014 - Libre et assoupi regizat de Benjamin Guedj
- 2014 - Mea Culpa regizat de Fred Cavayé
- 2014 - Respire regizat de Mélanie Laurent
- 2014 - Samba regizat de Éric Toledano și Olivier Nakache
- 2014 - Le Temps des aveux regizat de Régis Wargnier
- 2015 - Arès regizat de Jean-Patrick Benes
- 2015 - Belle et Sébastien : l'aventure continue regizat de Christian Duguay
- 2015 - Cerise regizat de Jérôme Enrico
- 2015 - Connasse, princesse des cœurs regizat de Noémie Saglio și Éloïse Lang
- 2015 - Un début prometteur regizat de Emma Luchini
- 2015 - Floride regizat de Philippe Le Guay
- 2015 - L'Hermine regizat de Christian Vincent
- 2015 - Nos futurs regizat de Rémi Bezançon
- 2015 - Nous trois ou rien regizat de Kheiron Tabib
- 2015 - On voulait tout casser regizat de Philippe Guillard
- 2015 - La Résistance de l'air regizat de Fred Grivois
- 2015 - Toute première fois regizat de Noémie Saglio și Maxime Govare
- 2015 - La Vie en grand regizat de Mathieu Vadepied
- 2016 - Chocolat regizat de Roschdy Zem
- 2016 - Les Visiteurs : La Révolution regizat de Jean-Marie Poiré
- 2016 - Pattaya regizat de Franck Gastambide
- 2016 - Brice 3 regizat de James Huth
- 2016 -  Ballerina regizat de Éric Summer et Éric Warin
- 2017 - Le Sens de la fête regizat de Eric Toledano și Olivier Nakache
- 2017 - Un sac de billes regizat de Christian Duguay
- 2017 -  Au revoir là-haut regizat de Albert Dupontel
- 2017 -  Patients regizat de Grand Corps Malade și Mehdi Idir
- 2017 - Santa et Cie regizat de Alain Chabat
- 2018 - Belle și Sebastian 3 (Belle et Sébastien 3 : Le Dernier Chapitre) regizat de Clovis Cornillac
- 2018 - Tout le monde debout regizat de Franck Dubosc
- 2019 - Le Mystère Henri Pick
- 2019 -  Ibiza
- 2019 - Consiliera (La Vie scolaire) regizat de Grand Corps Malade și Mehdi Idir
- 2019 - Hors normes regizat de Eric Toledano și Olivier Nakache

## Anii 2020
- 2020 - Je suis là regizat de Eric Lartigau
- 2020 - Adieu les cons regizat de Albert Dupontel
- 2020 - Bronx regizat de Olivier Marchal
- 2021 - Aline regizat de Valérie Lemercier
- 2021 - Illusions perdues regizat de Xavier Giannoli
- 2021 - Les Choses humaines regizat de Yvan Attal
- 2021 - OSS 117: Alerte Rouge en Afrique Noire regizat de Nicolas Bedos
- 2021 - Serre moi fort regizat de Mathieu Almaric
- 2022 - Fumer fait tousser regizat de Quentin Dupieux
- 2022 - Le Chêne film documentar; regizat de Laurent Charbonnier și Michel Seydoux
- 2022 - J'adore ce que vous faites regizat de Philippe Guillard
- 2023 - La Passion de Dodin Bouffant regizat de Trần Anh Hùng
- 2023 - Le Temps d'aimer regizat de Katell Quillévéré
- 2023 - Mon crime regizat de François Ozon
- 2023 - Neneh Superstar regizat de Ramzi Ben Sliman
- 2023 - Tirailleurs regizat de Mathieu Vadepied
- 2023 - Une affaire d'honneur regizat de Vincent Perez
- 2023 - Une année difficile regizat de Eric Toledano și Olivier Nakache
- 2023 - Voleuses regizat de Mélanie Laurent
- 2024 - Black Tea regizat de Abderrahmane Sissako
- 2024 - Hors-saison regizat de Stéphane Brizé
- 2024 - Rosalie regizat de Stéphanie Di Giusto
- 2024 - Presque Légal regizat de Max Mauroux
- 2024 - La nuit se traîne regizat de Michiel Blanchart
- 2025 - Un ours dans le Jura regizat de Franck Dubosc
- 2026 - High in the Clouds regizat de Toby Genkel

## Legături externe
- Listă de filme Gaumont la Internet Movie Database
- fr  Gaumont la Unifrance